# Panodorus von Alexandrien
Panodorus von Alexandrien  (auch Panodoros von Alexandria) war ein spätantiker Mönch und Historiker, der als Zeitgenosse des Theophilus von Alexandria im späten vierten und frühen fünften Jahrhundert n. Chr. in Ägypten lebte und eine heute verlorene Weltchronik in griechischer Sprache verfasste. Von Georgios Kodinos wird er auch als Presbyter bezeichnet. Er wirkte im Zeitraum von 395–408 unter dem oströmischen Kaiser Arcadius. Ein weiterer Zeitgenosse war der Historiker Annianus von Alexandria.

## Die Chronik des Panodorus
Als Quellen scheint Panodorus in seiner Chronik hauptsächlich die Werke von Sextus Iulius Africanus, Eusebius von Caesarea und Publius Herennius Dexippus verarbeitet zu haben. Die meisten Informationen verdanken wir Georgios Synkellos, einem byzantinischen Chronisten, der im frühen 9. Jahrhundert unter anderem Panodorus als wichtige Quelle für seine eigene Weltchronik heranzog. Synkellos spricht hochachtungsvoll von Panodorus, den er als kenntnisreich bezeichnet und in der literarischen Nachfolge von Sextus Iulius Africanus und Eusebius von Caesarea betrachtet. Er erwähnt, dass Panodorus, obwohl Christ, auch die paganen Profangeschichtsschreiber heranzog und somit die politische Geschichte entsprechend berücksichtigte. Des Weiteren übte Panodorus offenbar Kritik an manchen Chronisten, so etwa an dem oben erwähnten Eusebius.
Panodorus versuchte mit seiner Chronografie die Traditionen der Ägypter und Chaldäer mit den biblischen Erwähnungen chronologisch zu harmonisieren. So interpretierte er die sehr großen Regierungszeiten der vorsintflutlichen Götter als Tage und die Zeiten der Heroen als Monate und rechnete sie in Jahre um. Hierfür wurde er von Synkellos kritisiert, da dieser eine Besiedlung von Chaldäa und Ägypten vor der Sintflut, wie sie schon von Alexander Polyhistor beschrieben wurde, für unmöglich und die Überlieferung hierzu für eine Fabel hielt.
Panodorus kam zu dem Ergebnis, dass zwischen dem biblischen Adam und 412 n. Chr., dem Todesjahr des Theophilus von Alexandria, ein Zeitraum von 5.904 Jahren liege. Er legte das Annus mundi und somit die Schöpfung der Welt auf den 29. August 5493 v. Chr. Georgios Synkellos folgte in diesem Punkt jedoch Annianus, der dies auf den 25. März 5492 v. Chr. datierte. Synkellos bemerkte hierzu, dass beide Systeme den Tod Alexanders des Großen übereinstimmend in das universelle Jahr 5170 datierten. Addiert man hierzu 323 Jahre, denn Alexander starb 323 v. Chr., so erhält man genau 5493 Jahre von Adam bis zu Jesus’ Geburt im Jahre 1 n. Chr. So datierte er die Verkündigung des Herrn auf den Sonntag am 25. März im Jahre 1 und die Geburt Christi auf den 25. Dezember desselben Jahres. Die Kreuzigung setzte er auf Freitag, den 20. März, der im ägyptischen Kalender dem 24. Phamenoth entspricht, im Jahre 5525 und die Auferstehung Jesu Christi datierte er auf Sonntag, den 22. März im selben Jahre. Hierbei handelte es sich um das 19. Regierungsjahr des Tiberius im Jahre 33 n. Chr. Nach der Osterformel fiel Ostern in diesem Jahr jedoch auf den 5. April. In dieser Beziehung warf Georgios Synkellos Panodorus vor, eher heidnischen Chronisten zu folgen als der christlichen Literatur und verwies auf Annianus, der die Geschehnisse 7 Jahre später datierte.